# Castillo de Soria
Los restos del castillo de Soria y su muralla se encuentran en el llamado cerro del Castillo de la ciudad española de Soria, capital de la provincia del mismo nombre.
La ciudad original se encontraba fuertemente amurallada en su totalidad, más de un kilómetro cuadrado, con una doble barrera y barbacana, estando el castillo en el cerro que lleva su nombre, el originario monte Oria de algunos autores, siendo uno de los mejor defendidos en la España de comienzos del siglo XII.

## Historia
En el cerro del Castillo existió al menos desde la Edad de Bronce un castro celtibérico pues se han descubierto restos de un asentamiento supeditado, sin duda, a la existencia de Numancia. Bartolomé de Torres, en su Topografía de la ciudad de Numancia, asegura que el castillo de esta ciudad tomó el nombre de Oria de un caballero griego llamado Dórico, capitán de los dorios, que llegó a Soria desde Acaya. De esta noticia deducen algunos historiadores que los primeros pobladores de la actual Soria fueron los dorios. No obstante, nada a este respecto ha corroborado la arqueología y para otro grupo de expertos los primeros pobladores de Soria fueron los suevos, cuyos reyes, según Tutor y Malo en su Compendio historial de las dos Numancias, establecieron en ella una de sus cortes. Ambas hipótesis han caído en desuso con el paso del tiempo porque ningún documento las acredita de manera fidedigna. En Época Romana siguió existiendo una aldea poco importante.
La delimitación entre Castilla y Navarra, realizada en 1016 por el conde D. Sancho de Castilla y el rey D. Sancho de Navarra, fija la frontera en el río Duero, lo que hace que Soria y Garray pertenezcan a reinos diferentes, y es a partir de este momento, la posible atalaya del Monte de Oria se fortificase y fuera punto importante y estratégico para la defensa de la frontera.
Durante la dominación árabe el castillo no pasaría de ser una simple atalaya o pequeña fortaleza que vigilaba esta zona del Duero y protegía la plaza musulmana de Medina-Soria. La construcción del castillo se atribuye al conde Fernán González, aunque Soria conquistó definitivamente a los musulmanes a comienzos del siglo XII por el rey aragonés Alfonso I el Batallador casado con la reina leonesa Urraca I. Su hijo Alfonso VII el Emperador realizó la barrera interior y Sancho IV las murallas exteriores. La razón de la construcción de las murallas parece encontrarse en la catástrofe sufrida por la ciudad entre 1195 y 1196 por la invasión de Sancho VII el Fuerte, rey de Navarra.

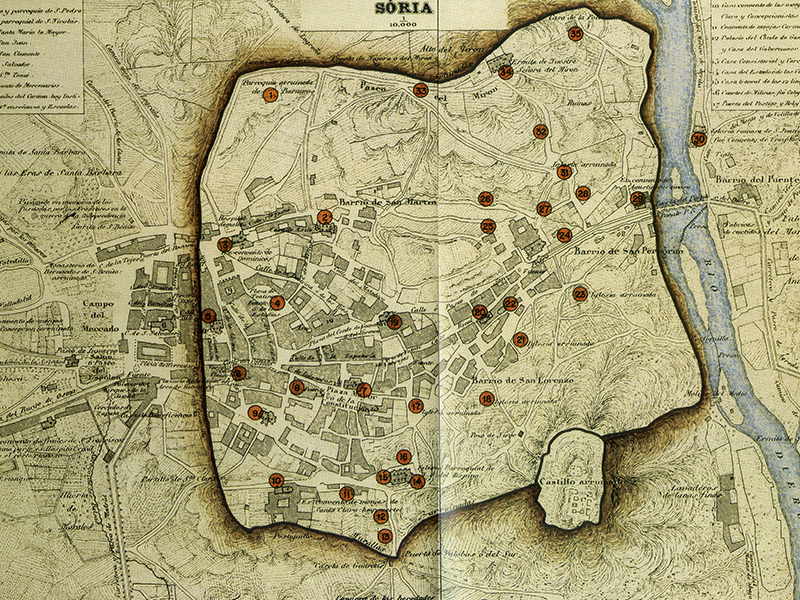
Perímetro de la muralla de Soria, Francisco Coello, Madrid, 1856

Durante la Guerra de la Independencia, el mariscal Michel Ney permanecerá en la provincia Soria hasta 1812. Los franceses abandonan Soria tras atrincherarse en el castillo el 17 de septiembre de 1812. El brigadier José Joaquín Durán conquista Soria el 18 de marzo con las tropas de la 6.ª división de Soria, con un operativo en el que se contemplaba realizar pequeñas brechas o voladuras en distintos puntos de la muralla, de forma que los franceses solo se atrincherasen en el castillo, ya que tenía informes sobre dos columnas que venían a socorrer a los franceses atrincherados. Meses después, el general Durquier entró en Soria permaneciendo un día y marchando el 13 de septiembre hacia Navarra. El 14 entró el general Tabuenca, y el 16 lo hizo el general Durán. Durán permaneció en la ciudad hasta primeros de octubre, ya que tuvo que marchar hacia Aragón, dejando en Soria de guarnición, compañía reforzada, que participaría en tareas de seguridad, desescombro, policía, limpieza de vías y calles, colaborando en la demolición de los paramentos del castillo.

“Antes de partir encomendó al nuevo ayuntamiento la misión de que en el plazo de diez días volasen los paramentos verticales del castillo y de su torre de homenaje” Durán, jefe político de Soria.

Ordena la destrucción, y en cumplimiento de una orden superior y mandato de las Cortes de Cádiz (que había ordenado la demolición de todas las murallas y castillo). La voladura del castillo dejó la edificación en ruinas, casi completamente destruida. Después de la contienda todo el recinto quedó abandonado.

## Castillo
Para realizar una descripción de lo que fue este importante castillo, hay que partir del Plano de Soria realizado por Dionisio Badiola a principios del siglo XIX que muestra fielmente la imagen del castillo en alzado, planta y perfil antes de ser dinamitado por el general Durán.

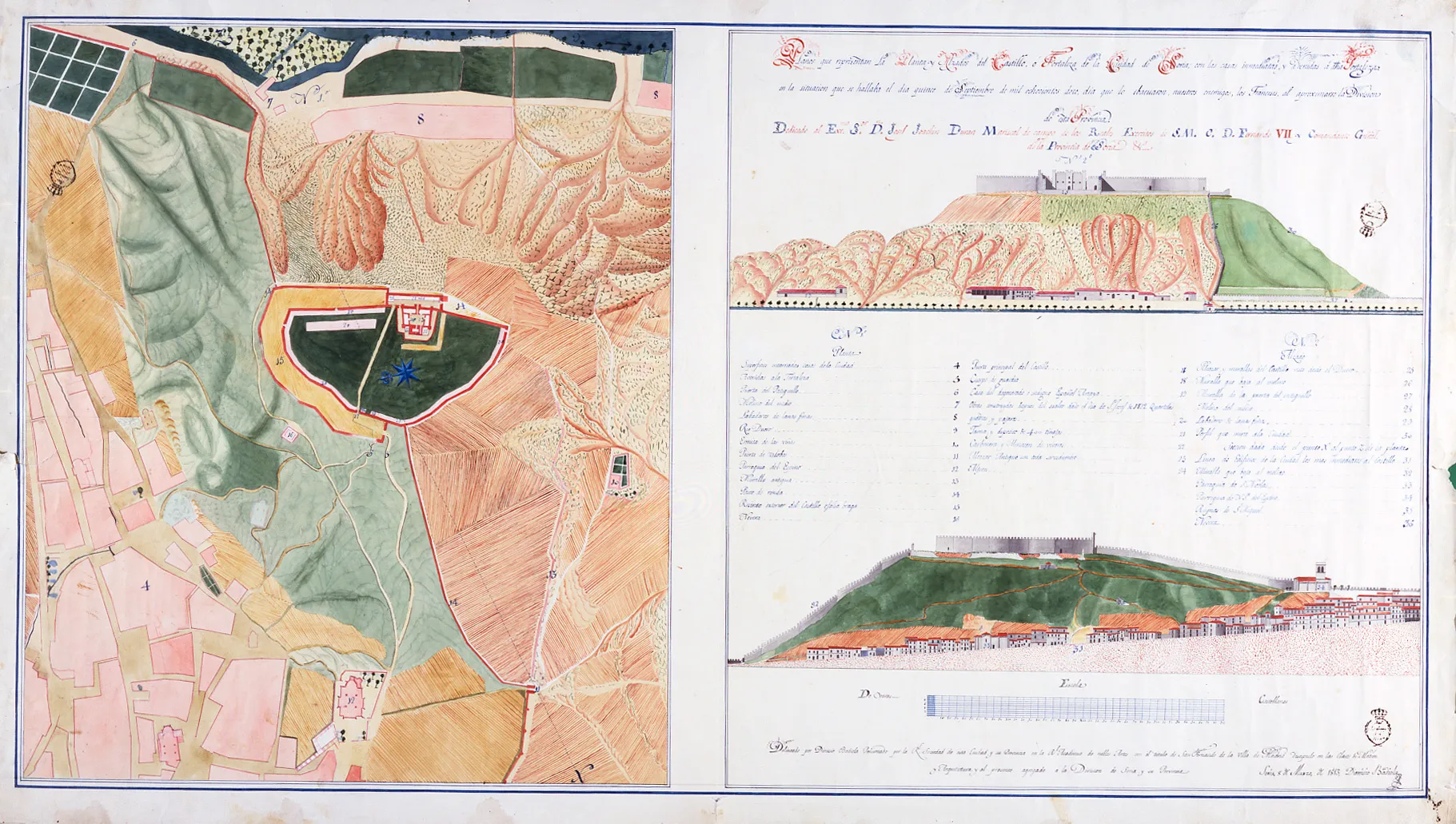
Planta y alzados del castillo de Soria, Dionisio Badiola, 15 de septiembre de 1812, Real Academia de Bellas Artes de San Fernando

El castillo, propiamente dicho, estaba constituido por una potente construcción ligeramente trapezoidal flanqueada por cuatro pequeñas torres en las esquinas. Al frente, en la entrada principal, contaba con otra torre un poco mayor y en la parte posterior, en la zona mejor defendida, se situaba la Torre del homenaje. En el interior se encontraba el Patio de Armas en torno al cual se distribuían las dependencias y donde se encontraba el aljibe. Esta estructura se encontraba al Este, próxima a la muralla interior de gran altura, que se ceñía más o menos a la superficie del cerro. Otra barrera, a modo de acceso, partía del oeste y rodeaba a la anterior únicamente por el lado que daba a la ciudad hasta la entrada principal del castillo estando ya ruinosa a principios del siglo XIX. Dentro del recinto amurallado se encontraba la iglesia de San Salvador que servía como capilla para servicio de los habitantes del castillo y que se arruinó a principios del siglo XVII. En este recinto se encontraba además una de las dos aljamas de Soria (la otra se situaba junto a la plaza Mayor) cuya actividad intelectual, económica y comercial fue notoria.
Del castillo se conservan las ruinas de la Torre del homenaje, el recinto amurallado interior y restos de la barrera exterior con su acceso flanqueado por dos cubos cilíndricos.

## Muralla urbana y sus accesos

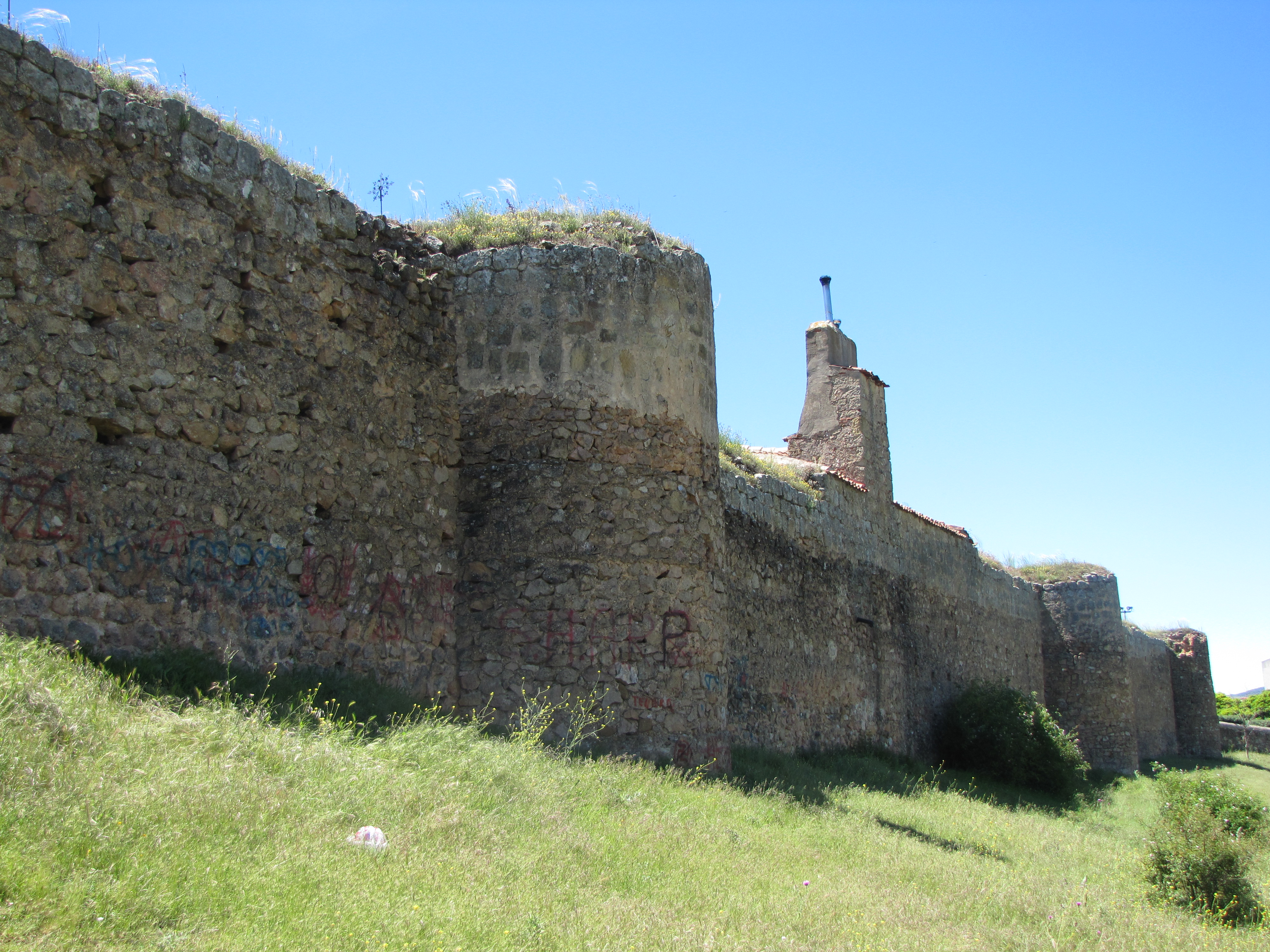
Murallas junto a la ermita del Mirón

Tras la reconquista, la ciudad de Soria nace a la sombra de su castillo extendiéndose a lo largo de una amplia y larga cañada, entre dos cerros, el del Mirón y el del castillo. El límite natural del cauce del río propiciará que se desarrolle urbanísticamente hacia el oeste, ascendiendo por el centro de la vaguada hasta ocupar las zonas más altas formando las 35 Collaciones o parroquias según el censo de 1270 que mandó hacer el rey Alfonso X el Sabio. El recinto amurallado cubría una superficie cercana a las 100 hectáreas con un perímetro de 4100 m, la misma longitud que el amurallamiento de la Jerusalén vieja. Parece ser que se construyó durante el siglo XIII en tiempos de Sancho IV, pues un documento de esta época habla sobre el dinero destinado a la "cerca de la viella" de Soria.
En noviembre de 1808 Napoleón ordenó al mariscal Ney que, una vez desarmada la ciudad de Soria, hiciera “saltar” sus murallas. Sin embargo prefiere respetar las murallas argumentando:

"[...] la demolición de las murallas de Soria exigiría 20.000 libras de pólvora y un gran número de artificieros [...]"
Mariscal Michel Ney, carta enviada al cuartel general, 22 de noviembre de 1808.

Partiendo del cerro del Castillo, por el sur bordea el cementerio continuando en curva por la calle Santa Clara, Alberca y Puertas de Pro por el oeste, buscando dirección norte. Pasa por Santo Tomé y continúa ascendiendo hasta alcanzar la altura del paseo del Mirón, toma dirección este buscando la ermita de Nuestra Señora del Mirón y desciende por la ladera del monte hacia el Duero, donde bordeando el río regresa al cerro del Castillo. De todo este recinto quedan importantes vestigios con lienzos y cubos cerca del convento de Santa Clara, en el paseo de Mirón, el descenso al Duero y en el Postiguillo, además de algunos restos que sirven de soporte a las casas de la calle Puertas de Pro. El tramo que discurre junto al Duero está realizado con piedras sillares sin cubos, puesto que el río actúa como barrera natural, mientras que el resto de la muralla está construida en sillarejo o mampostería, es más elevada y está reforzada con cubos cilíndricos.

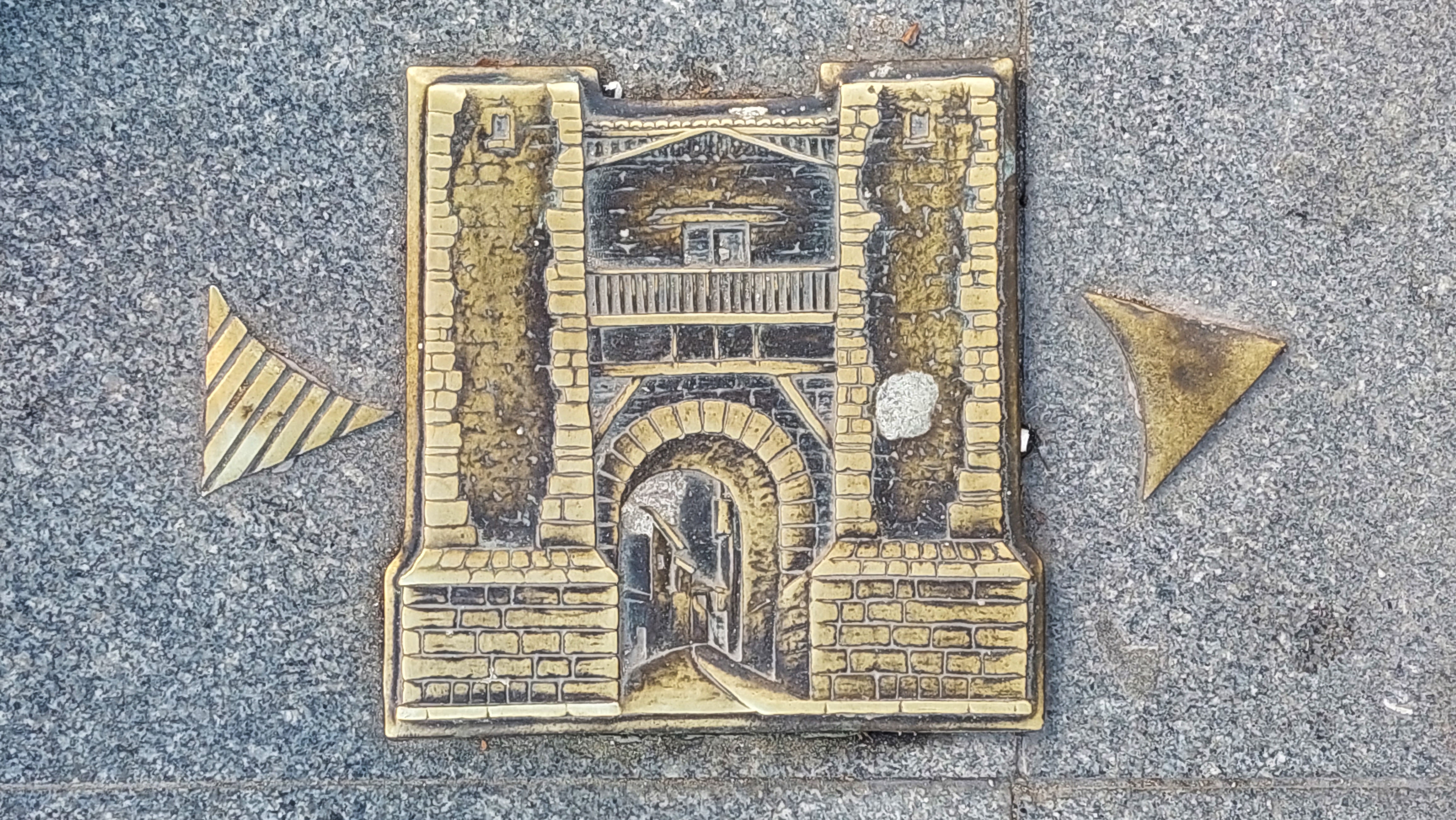
Señalización del trazado de la muralla de Soria.

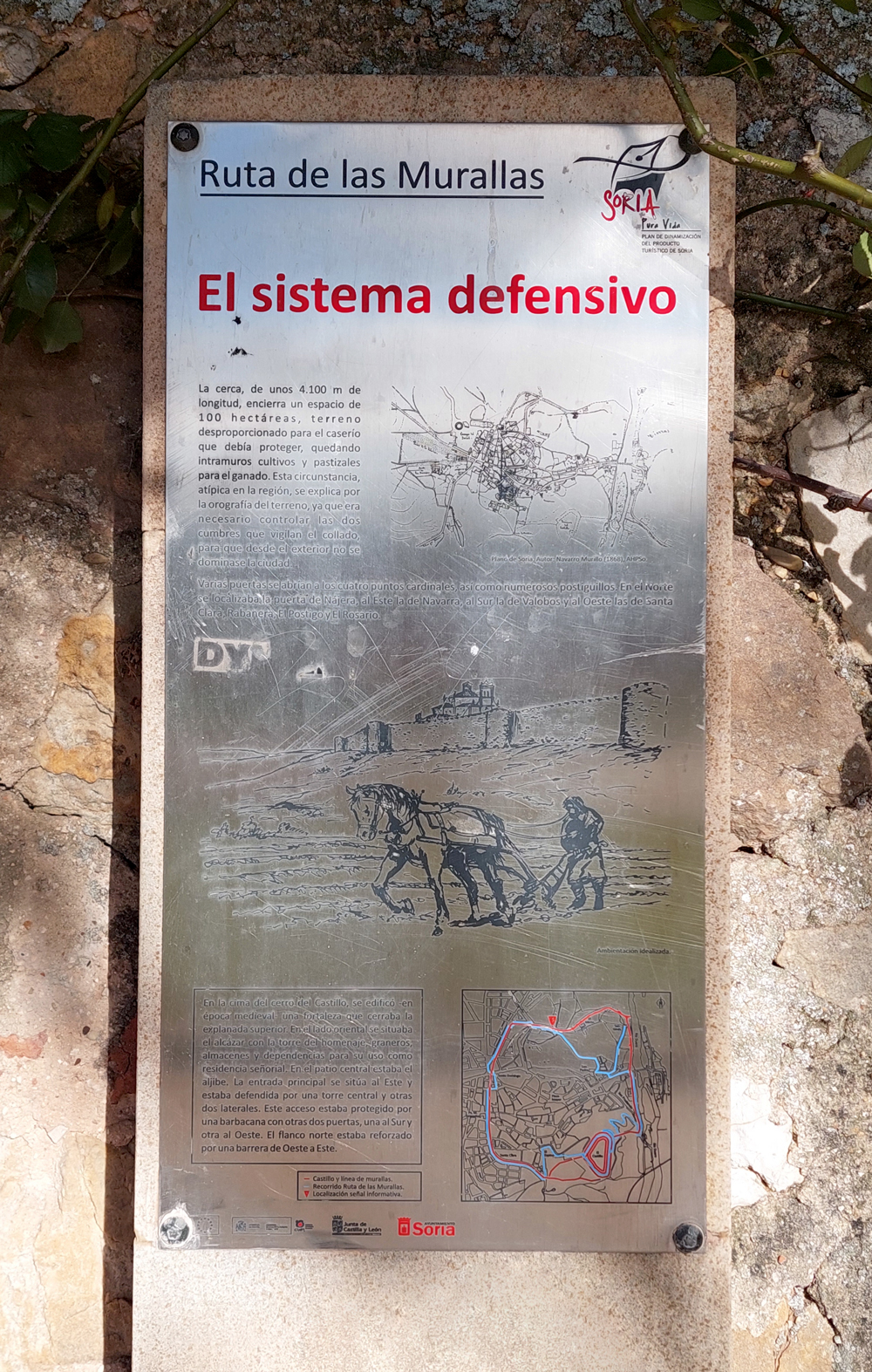
Panel informativo del sistema defensivo.

A lo largo de esta muralla existieron seis puertas flanqueadas con sus respectivos cubos, cuatro postiguillos (pequeñas puertas abiertas en el recinto) y un portillo (mayor que estos y menor que aquellas). Hoy en día no se conserva ninguna (salvo el Postigo de San Ginés y el Postiguillo de San Agustín), pero de las que se conoce su situación y nombre. En el sur, cerca del cementerio, estaba la Puerta de Valobos. Cerca del antiguo convento de Santa Clara había un postiguillo, el de Santa Clara y cerca de la calle Alberca se abría el Puerta de Santa Clara o Puerta Nueva, la última en abrirse. La Puerta de Rabanera o Arco de Rabanera un poco más adelante, en la calle Caballeros; la Puerta del Postigo en el Collado y la Puerta del Rosario en la plaza que lleva su nombre, frente a la iglesia de Santo Domingo. La Puerta de Nájera o del Mirón se abría al norte en la actual salida a la carretera de Logroño. Junto al Duero se encontraba el Postigo de San Ginés y el Postiguillo de San Agustín (los únicos que se conservan), frente al puente la Puerta del Puente o Puerta de Navarra y un poco más adelante el Postiguillo o Postiguillo de San Pelegrín.

### - Puerta de Nájera
Se tiene información de que era una de las primeras que se mandaba cerrar cuanto llegaban noticias sobre enfermedades de las que había que guardar la ciudad. Se ubicaba próxima a la iglesia de Nuestra Señora de Barnuevo.

### Accesos parte Este

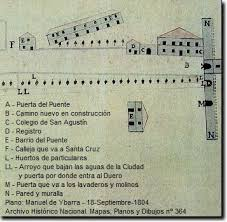
Plano de la puerta del puente, Manuel de Ybarra y Vicente García, Archivo Histórico Nacional (Mapas, Planos y Dibujos n.º 364), 1804.

### - Puerta del Puente
Modernamente llamada Puerta de Navarra, se ubicaba frente al puente sobre el río Duero, junto a ella había un postiguillo. La torre en la que se ubicaba esta puerta que daba acceso al puente (defendido con un torreón ubicado en su parte central), estaba cubierta con techumbre de madera y tejas, ambos tejados de torre y torreón tuvieron que repararse en 1505
En la primera década del siglo XIX, se proyecta el camino para subir desde el puente hasta la Plazuela de la Fuente y calle Real, proyecto del que conoce el plano elaborado por Manuel de Ybarra en 1804, y en el que se representan la puerta del Puente y sus postiguillos.
En 1841 se acuerda en el Ayuntamiento hacer un desmonte parcial del torreón del puente para dejarlo con una altura de 7 varas (5,85 metros).
En febrero de 1850, la corporación municipal comunicaba al ingeniero de la provincia que, para las obras de la carretera a Navarra, es indispensable derruir los dos torreones existentes en la entrada y medio del puente.
Saliendo por la Puerta del Puente, a la izquierda, se ubican los postiguillos de San Ginés y San Agustín

### Postigo de San Ginés

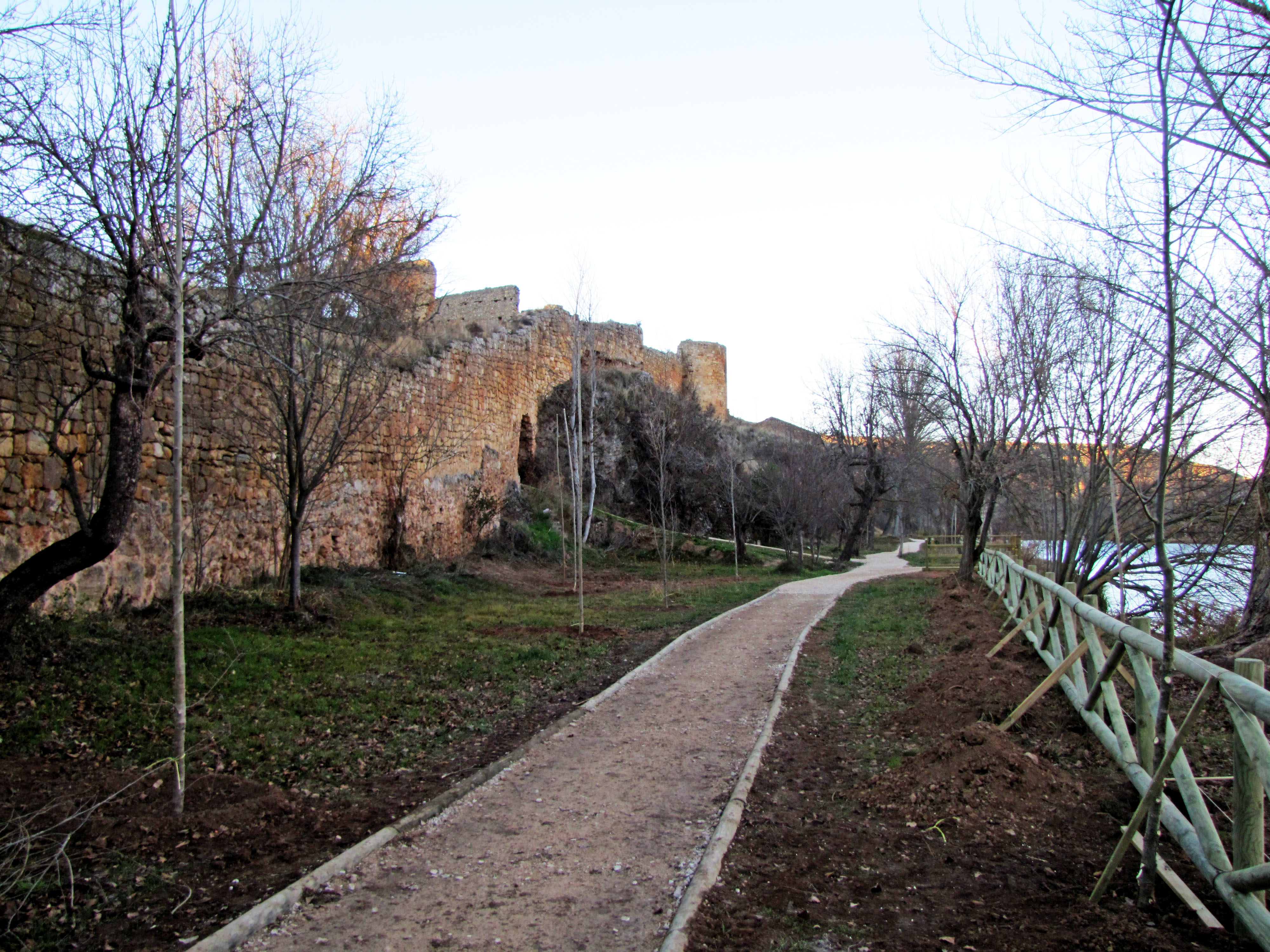
Paño de muralla junto al río Duero. Se pueden observar sobre ella las ruinas de la iglesia de San Ginés

Al final del Camino de San Ginés junto a las ruinas de la iglesia de San Ginés se conserva un pequeño postiguillo, el Postigo de San Ginés, que daba acceso al río Duero desde esta parte de la ciudad.
Con motivo de las actuaciones que se realizaron en 2011 en el entorno del río Duero, dentro de la Fase II de las Márgenes del Duero, promovida por la Administración General del Estado, se realizó la restauración del antiguo postigo. Tras desmontar la puerta y el muro que cerraba el hueco, se realizó la reconstrucción de los arcos exteriores y de la bóveda interior a base de sillares de arenisca.

### - Postiguillo de San Agustín
Junto al antiguo Convento de San Agustín se encuentra el Postiguillo de San Agustín, un pequeño postigo que se encontraba tapiado y que da acceso a los huertos próximos al convento recientemente restaurado.
Saliendo por la Puerta del Puente, a la derecha, se ubican los postiguillos del castillo.

### - Postiguillos del castillo
1. Se accedía al molino de las aceñas y a los lavaderos de lana. Siendo tan frecuentado con el pasar de los años, se ensanchó en 1645 para el paso de carretas.
2. Otro postiguillo del castillo del que se tiene reflejado en 1648, sería el del paseo de ronda. Se ubicaría en la intersección de la muralla que subía por la ladera desde el río con los muros de la fortaleza.

### - Puerta de Valabos
En ocasiones llamada Ogalobos o Ahogalobos, se situaba junto a la desaparecida Iglesia de Nuestra Señora de Ahogalobos. En septiembre de 1779, ante el evidente estado de ruina que amenaza el arco de la puerta, se acordó su derribo.

### - Puerta de Santa Clara o Puerta Nueva
Última puerta en abrirse. Consta en crónicas de la época del último cuarto del siglo XVIII, se la llamaba indistintamente con ambos nombres.

### - Puerta del Postigo (puerta principal)
A la salida del Collado junto a la plaza de Herradores se alzaba la monumental Puerta del Postigo que era la puerta principal de la ciudad. Estaba protegida por el Palacio del marqués de Vargas, del que únicamente se conserva su imponente escudo colocado en la fachada del edificio que posteriormente ocupó su lugar. Su nombre se ha atribuido por algunos autores al suceso que tuvo lugar en este lugar cuyo protagonista fue Micer Garcilaso, Merino Mayor de Castilla y hombre de confianza de Alfonso XI:
"Dispuestos a vengarse los sorianos y a escarmentar al que los había insultado, idearon una salida en que pudieran cogerlo desprevenido con los nobles de su comitiva. Para conseguir su objeto socavaron el fuerte muro de la ciudad por la parte que daba frente al monasterio, y abriendo un postigo pequeño que cubrieron por la parte de afuera con un ligero tabique, esperaron el instante en que los atalayas colocados encima de la muralla diesen el aviso oportuno. Llegó este con efecto; Garcilaso y su pequeña corte regresando de una excursión por las cercanías, apeábase a la puerta de su alojamiento cuando los de la ciudad empujando el ligero tapial que los ocultaba, se lanzaron detrás de ellos. Aun tuvieron espacio los perseguidos para encerrarse en el monasterio[...]. Sangrientas fueron las escenas de que fue teatro el monasterio; el tumulto dio con Garcilaso en la iglesia, donde disfrazado con un hábito de fraile, estaba arrodillado con un breviario en la mano vuelto al revés, en lo cual le reconocieron porque no sabía leer, y allí le concluyeron a puñaladas."
Se abrió en 1328, cuando el rey Alfonso XI envió a Soria a su merino Garcilaso I de la Vega a reclutar hombres para las guerras que hacía con don Juan, hijo del infante don Juan Manuel. Por dicho postigo salieron los caballeros sorianos que mataron a Garcilaso y sus hombres en el convento de San Francisco. El postigo no se abrió en el lugar más idóneo en la estética de la muralla, pues se hizo donde fue más práctica su ejecución, de forma que se hizo próximo a uno de los torreones del muro y con una anchura con suficiente paso para personas y cabalgaduras.
En 1525 la ciudad decide ensanchar el arco y hacer un torrejón igual al que había según se salía a la izquierda, franqueando he igualando la puerta. Este nuevo torrejón se construyó hueco y consta que en 1555 había una vivienda a la que se hizo una puerta de marco cuadrado para su acceso.
En la primera década del XVII, esta puerta se convierte en monumental. Para ello, el 24 de septiembre de 1608 se remata en Juan de la Torre la ejecución de un escudo con las armas imperiales de los Austrias, de 3,30 metros de altura y 2,50 metros de ancho, con dos escudos de la ciudad a los lados del mismo. Según descripciones de la época, cuando se colocaron presentaban policromía respectivamente cada uno de ellos.
En 1610 se coloca un reloj con su campana en una espadaña. La torre del reloj fue realizada por el cantero Juan de las Cabadas.
La Puerta del Postigo se convierte en la puerta principal de la ciudad.
En 1617 la ciudad acordó derribar el torreón nuevo que se había hecho en la primera mitad del siglo anterior.
En 1623 es necesario volver a edificar el torreón con tres alturas, con escaleras para acceder al reloj.
En 1625 un vendaval hizo caer el reloj y su campana. El 7 de Octubre se conciertan las reparaciones.

[...] hacer dos pies derechos de piedras sillares y encima de estos dos pies, que han de subir nueve pies en alto con la imposta, ha de hacer un arco de medio punto de la manera que a esta Ciudad y sus comisarios le pareciere, y allí pondrá y asentará el reloj, con su cruz y veleta encima del arco, todo él con sus pirámides y frontispicio y bolas. [...]

En 1804 el torreón tenía una gran grieta, por lo que el reloj que estaba sobre él estaba fuera de su caja y nivel, se había planeado su demolición pero no se sabía donde ubicar el reloj, así que se reparo. Se restauran también las piedras de sillería. 
En la leyenda de Bécquer, "El Monte de las Animas", no se menciona a la puerta ni al arco, sino que se cita al reloj (al menos en la edición que conocemos) "Las doce sonaron en el reloj del Postigo."

[...] Las doce sonaron en el reloj del Postigo. Beatriz oyó entre sueños las vibraciones de la campana, lentas, sordas, tristísimas, y entreabrió los ojos. Creía haber oído, a par de ellas, [...]
El Monte de las Ánimas, Gustavo Adolfo Bécquer, 1861.

Es descrita a mediados del siglo XIX por el historiador Nicolás Rabal:

Entre los dos tambores que a distancias iguales de las jambas defendían la entrada, se alzaba una espadaña con un vano ocupado por la campana de un reloj; debajo se veía la esfera que en caracteres arábigos señalaba las horas; entre esta y el arco el águila dorada con la corona de Austria en tamaño colosal, y á derecha é izquierda del arco dos lápidas de mármol con unas inscripciones en que se declaraba como Soria, leal siempre a sus reyes, al aceptar la nueva dinastía de Borbón, había capitulado con el rey Felipe V, concertando que las armas imperiales de la Casa de Austria se conservarían perpetuamente en aquel sitio público, como grato recuerdo de su dominación.
Nicolás Rabal, mediados del siglo XIX.

En 1863 el gobernador ordenaba la demolición de esta puerta en el plazo de tres días, sin embargo su derribo no llegó hasta 1865, prolongándose las obras relacionadas con el tambor del lado Sur y las casas adosadas a dicha puerta hasta 1866.

### - Puerta del Rosario
Estaba situada casi en frente de la iglesia de Santo Domingo (o Santo Tomé), también llega a citarse como 'arco de Santo Domingo' en algún documento de finales del siglo XVIII.
El 5 de mayo de 1727 el Ayuntamiento acordaba reparar el arco del Rosario por estar amenazando ruina.
El 20 de junio de 1806 un vecino presentaba en el Ayuntamiento un monumento conmemorativo exponiendo los problemas que originaban en una casa suya los escombros originados de haberse derruido parte del Arco del Rosario sito en los muros de esta ciudad que sirve de entrada a ella.
El 15 de diciembre de 1884, la corporación municipal teniendo presente la falta de trabajo, y considerando como de ornato público la desaparición del Arco del Rosario, se acordó llevar a cabo su demolición en 1885.

### - Puerta de Rabanera

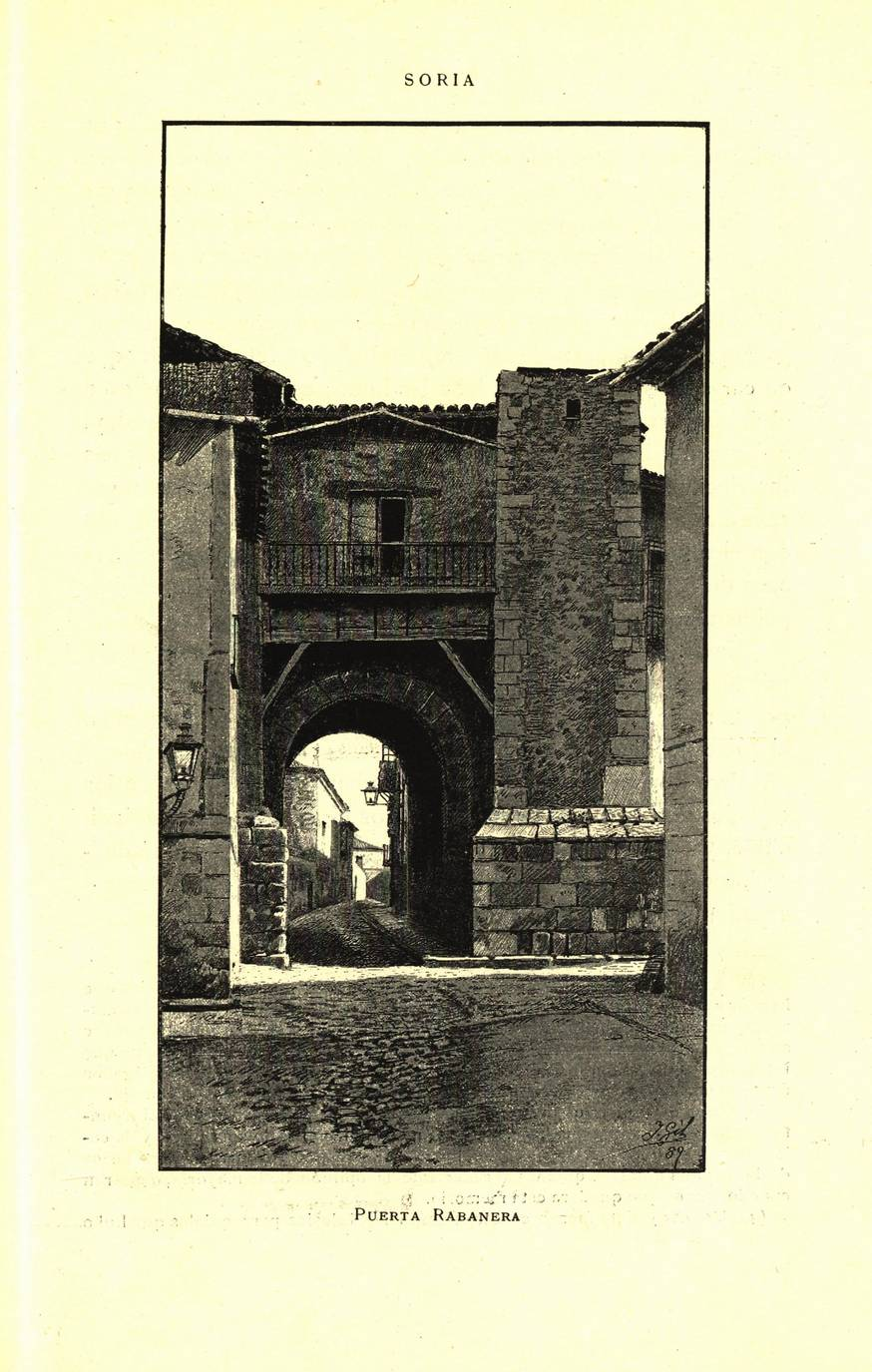
Puerta de Rabanera, Isidro Gil,1887

Situada al final de la Calle Caballeros y protegida por el Palacio de los Marqueses de Alcántara se encontraba la Puerta de Rabanera o, como se conocía popularmente, el Arco de Rabanera que recibía su nombre de la iglesia de San Juan de Rabanera situada un poco más arriba. Se conservan grabados, fotografías e incluso un plano en el que se muestra su alzado y planta que dan muestra de su precario estado de conservación antes de ser declarada ruina y derribada en 1893.
Se desconoce su aspecto exterior en épocas anteriores al XVIII. lo más probable es que esta puerta no se alza desde los inicios de la construcción de la muralla o fue reformada en una época posterior, pues la técnica empleada en su construcción no fue la usada en el resto de la muralla ni correspondió a la de otras puertas coetáneas a las de Soria como las de la villa de Almazán. Estaba constituida por dos torres de planta cuadrada, realizadas en mampostería con sillares en las esquinas que flanqueaban un arco de medio punto que parecía apuntarse ligeramente en la parte posterior. Sobre éste, se aprovecho la construcción para una humilde vivienda que abría sus balcones a ambos lados de la puerta.
El 7 de abril de 1888 se acuerda redactar los pliegos de condiciones para el derribo y arreglo de la fachada del palacio.
La parte baja de la torre del Palacio de los Marqueses de Alcántara, construida en buena piedra de sillería, corresponde a uno de los dos cubos que flanqueaban la Puerta de Rabanera; por lo tanto el único vestigio que se conserva de la puertas de la ciudad.

## Puente fortificado

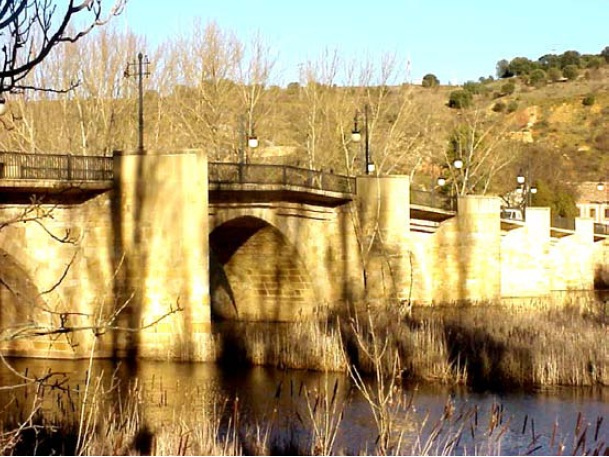
Puente de Piedra

Frente a la Puerta del Duero o de Navarra derribada en 1848, se encontraba el puente, conocido como Puente de Piedra, que supera el río Duero por el este de la ciudad y que disponía de dos torres de puerta en el propio puente en las que se cobraba el pontazgo. Una de ellas se encontraba junto a la Puerta y la otra en el medio siendo derribada esta última en 1851. Además frente al puente, al otro lado del Duero, debió de contar con un baluarte del cual se conservan escasos restos.
El puente conserva su estructura original con ocho arcos de medio punto, tajamares en el lado norte y ensanchamiento de los laterales sobre estos, realizados en la última restauración. Salva el desnivel existente entre las dos orillas que se encuentran a distinta altura manteniéndose un único carril para la circulación. No se conoce a ciencia cierta su fecha de construcción, pero es de suponer que sea coetánea a la del resto del recinto, aunque se sabe documentalmente de su existencia a mediados del siglo XII. Recibe varias restauraciones en los siglos XVII y XVIII, que determinarán su aspecto actual.

## Soria Intramuros[9]
En 2014, el ayuntamiento de Soria crea el proyecto Soria Intramuros, dentro de los FEDER (Fondo Europeo de Desarrollo Regional). El proyecto desarrolla diferentes intervenciones en el corazón histórico de la ciudad. Dentro de estos planes, se realizan diferentes actuaciones para la recuperación de la muralla, y las zonas aledañas al cerro del castillo. Se lleva a cabo en fases:
1. Zona del Duero. Conservación del lienzo desde el puente de piedra hasta la ermita de Nuestra Señora del Mirón. El Ministerio de Fomento es cofinanciador de la obra de la mano del 1,5 % Cultural, y de Patrimonio de la Junta de Castilla y León.[10] Las obras con finalizadas en abril de 2022.[11] En diciembre de 2022, la asociación Hispania Nostra añade a la lista verde la muralla Soria.[12]
2. Zona del Parque del Castillo.[13] Las obras se centran en el cerro del castillo, dejando visibles las paredes y trazados existentes que se encuentran enterrados, datándose restos entre los siglos XVIII y XIX. El futuro uso del entorno del parque del castillo se convertirá en un parque científico y tecnológico. La primera fase finaliza en marzo del 2024, a la espera de subvenciones del Ministerio de Cultura para la segunda fase.[14]
3. Zona San Ginés y Mirón.[15] Las obras se centran en el tramo que va desde los restos de la iglesia de San Ginés hasta la altura de la ermita de Nuestra Señora del Mirón. Sale a la luz bases de varias torres y un portillo del que no se tenía constancia.[16]

## Soria Intramuros

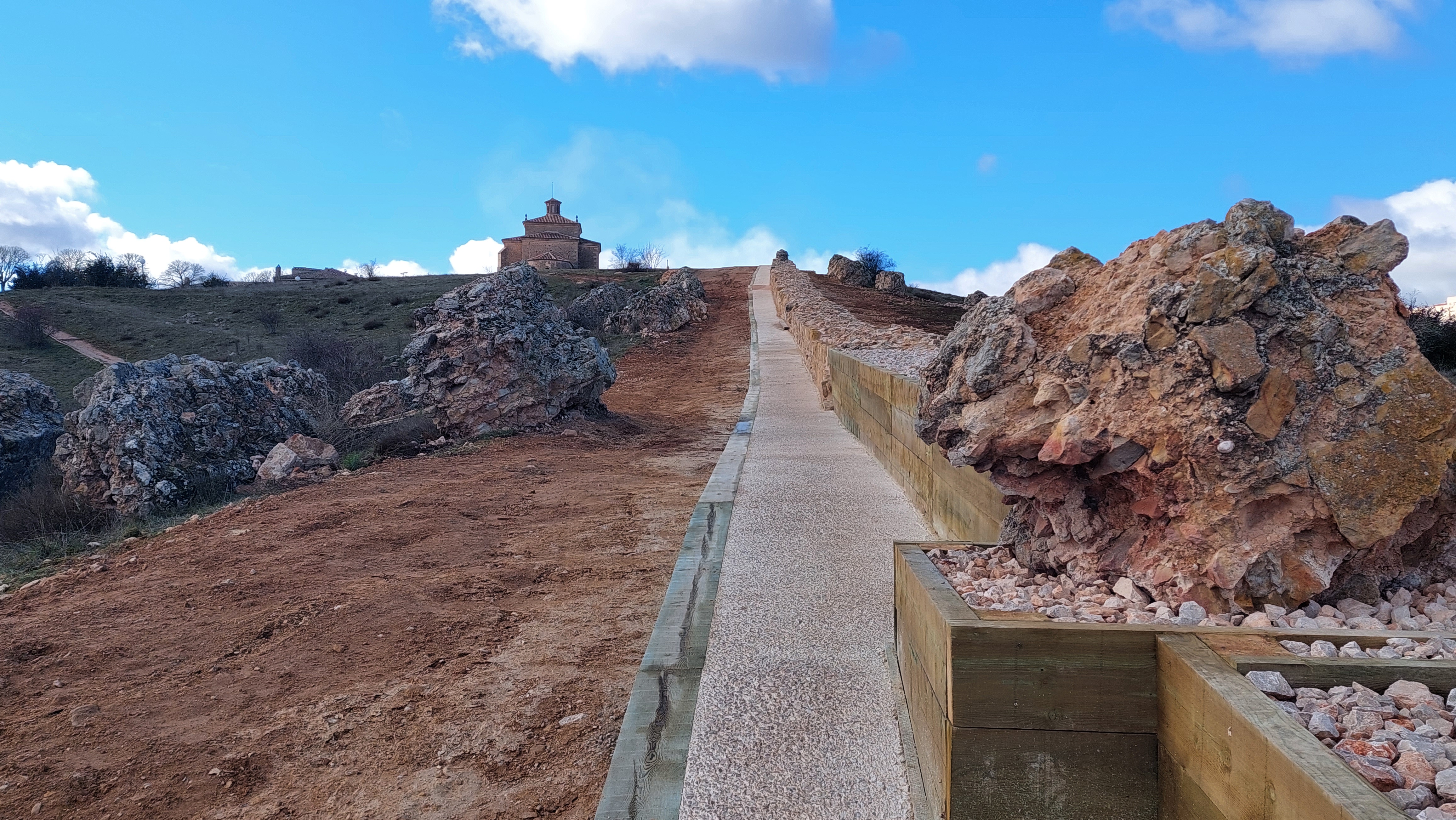
Restauración de la muralla subida a la iglesia del Mirón desde San Ginés

## Literatura
· La ciudad de Soria, su castillo y su muralla. Recopilación histórica y documental.